# Thomas Bullaker
Thomas Bullaker (ur. około 1602 w Chichesterze, zm. 10 października 1642 na Tyburn w Londynie) – angielski franciszkanin, ofiara prześladowań anglikańskich.

## Życiorys
Jego ojcem był lekarz z Chichesteru. Studia odbył najpierw w Saint-Omer, a od 1621 w hiszpańskim Valladolid. W Hiszpanii wstąpił do zakonu franciszkanów w 1622. Obrał tu imię Jan Baptysta. W 1627 lub 1628 przyjął święcenia kapłańskie. W 1630 przypłynął do Anglii i natychmiast został aresztowany w Plymouth. Więziono go w Exeter i Plymouth, ale nie można mu było udowodnić, że jest kapłanem, w związku z czym zwolniono go. Do 1642 pracował we względnym spokoju w Londynie i innych miejscowościach. W Londynie po raz drugi aresztowano go w 1642 i po raz drugi zwolniono. Trzecie aresztowanie nastąpiło podczas odprawiania mszy świętej 11 września 1642 i tym razem skazano go na śmierć. Na ogłoszenie wyroku odpowiedział śpiewem Te Deum laudamus. Spod szubienicy wygłosił płomienne kazanie, a rozgrzeszenia udzielił mu ukryty w tłumie współbrat. Został zgładzony przez powieszenie i poćwiartowanie ciała po śmierci.